# Iso-Männikkö
Iso-Männikkö är en kulle i Finland.   Den ligger i den ekonomiska regionen  Rovaniemi ekonomiska region  och landskapet Lappland, i den norra delen av landet, 800 km norr om huvudstaden Helsingfors. Toppen på Iso-Männikkö är 162 meter över havet.
Terrängen runt Iso-Männikkö är platt. Runt Iso-Männikkö är det mycket glesbefolkat, med 2 invånare per kvadratkilometer.